# Thierry Henry
Thierry Daniel Henry (phát âm tiếng Pháp: [tjɛʁi ɑ̃ʁi]; sinh ngày 17 tháng 8 năm 1977) là một huấn luyện viên và cựu cầu thủ bóng đá người Pháp hiện đang dẫn dắt đội tuyển bóng đá U-21 quốc gia Pháp. Anh được đánh giá là một trong những tiền đạo vĩ đại nhất mọi thời đại và là một trong những cầu thủ vĩ đại nhất lịch sử Premier League. Trong năm 2003 và 2004, Henry là Á quân Cầu thủ xuất sắc nhất năm của FIFA và Quả bóng vàng châu Âu. Anh được vinh danh là Cầu thủ xuất sắc nhất năm của PFA hai lần, Cầu thủ xuất sắc nhất năm của FWA ba lần và sáu lần liên tiếp có tên trong Đội hình tiêu biểu của PFA. Anh cũng được xếp vào FIFA FIFPro World XI một lần và Đội hình của năm UEFA năm lần. Anh là một trong những cầu thủ bóng đá được tiếp thị nhiều nhất thập niên 2000. Henry là một trong hai cầu thủ đầu tiên được giới thiệu vào Đại sảnh Danh vọng Premier League năm 2021.
Henry có trận ra mắt với As Monaco vào năm 1994 trước khi ký hợp đồng với nhà đương kim vô địch Serie A Juventus. Tuy nhiên, do không được ra sân nhiều, cộng với những bất đồng với ban lãnh đạo của câu lạc bộ, đã khiến anh ký hợp đồng với câu lạc bộ Arsenal với giá 11 triệu bảng vào năm 1999. Dưới sự chỉ đạo của huấn luyện viên Arsène Wenger, Henry đã trở thành chân sút ghi nhiều bàn thắng nhất mọi thời đại của Arsenal với 228 bàn thắng trên mọi đấu trường. Anh giành kỷ lục Chiếc giày vàng Premier League bốn lần, giành hai FA Cup và Premier League cùng câu lạc bộ, trong đó có một danh hiệu trong mùa giải bất bại được mệnh danh là The Invincibles. Anh tiếp tục trải qua hai mùa giải cuối cùng của mình cho Arsenal với tư cách là đội trưởng câu lạc bộ, dẫn dắt họ đến trận chung kết UEFA Champions League năm 2006. Vào tháng 6 năm 2007, anh chuyển đến Barcelona. Trong mùa giải 2008–09, Henry là một phần quan trọng trong đội hình giành cú ăn ba lịch sử của câu lạc bộ khi họ vô địch La Liga, Copa del Rey và UEFA Champions League. Sau đó anh cùng đội bóng giành thêm Supercopa de España, UEFA Super Cup và FIFA Club World Cup, giúp Barça trở thành câu lạc bộ đầu tiên giành 6 danh hiệu trong một năm dương lịch. Năm 2010, anh gia nhập New York Red Bulls của Major League Soccer, nhưng trở lại Arsenal dưới dạng cho mượn trong hai tháng vào năm 2012, trước khi giải nghệ vào năm 2014.
Henry có được nhiều thành công cùng đội tuyển Pháp, giành chức vô địch FIFA World Cup 1998, UEFA Euro 2000 và FIFA Confederations Cup 2003. Anh được vinh danh là Cầu thủ Pháp xuất sắc nhất năm với kỷ lục 5 lần. Anh cũng có tên trong Đội hình xuất sắc của UEFA Euro 2000, là chủ nhân cả Quả bóng vàng và Chiếc giày vàng FIFA Confederations Cup 2003, được xếp vào Đội hình tiêu biểu của FIFA World Cup 2006. Vào tháng 10 năm 2007, anh trở thành tay săn bàn kỷ lục của đất nước mình. Sau 123 lần ra sân và 51 bàn thắng, Henry từ giã sự nghiệp thi đấu quốc tế sau FIFA World Cup 2010.
Sau khi giải nghệ, Henry chuyển sang làm huấn luyện viên. Anh bắt đầu làm huấn luyện viên các đội trẻ của Arsenal vào tháng 2 năm 2015, cùng với công việc của mình với tư cách là một chuyên gia phân tích của Sky Sports. Năm 2016, anh được bổ nhiệm làm trợ lý huấn luyện viên tại đội tuyển Bỉ, trước khi đảm nhận vai trò huấn luyện viên trưởng tại câu lạc bộ cũ Monaco vào năm 2018. Anh thôi nhiệm vụ tại Monaco vào tháng 1 năm 2019 và trở thành huấn luyện viên của Montreal Impact chưa đầy một năm sau đó. Henry đã dẫn dắt Montréal đến vòng loại trực tiếp vào mùa giải 2020 trước khi từ chức để gần gũi hơn với các con của mình ở Anh.

## Tuổi thơ
Henry có gốc gác từ quần đảo Caribe. Bố anh, Antoine, đến từ Guadeloupe trong khi mẹ anh, Maryse, đến từ Martinique. Anh sinh ra và lớn lên tại Les Ulis ngoại ô Paris, nơi có cơ sở vật chất cho bóng đá khá phát triển. Anh thể hiện tiềm năng đặc biệt khi lên 7 tuổi, giúp anh được tuyển vào câu lạc bộ địa phương CO Les Ulis. Bố anh luôn thúc giục anh tập luyện cho dù Henry không thực sự quan tâm đến bóng đá. Anh gia nhập US Palaiseau năm 1989 nhưng sau một năm, bố anh có bất đồng với câu lạc bộ, nên anh đã chuyển đến ES Viry-Châtillon và chơi ở đó hai năm. Huấn luyện viên của anh tại US Palaiseau Jean-Marie Panza, cũng là người dẫn dắt Henry sau này, theo anh đến đó.

## Sự nghiệp cấp câu lạc bộ

### Monaco và Juventus
Năm 1990, Monaco gửi tuyển trạch viên Arnold Catalano đến quan sát Henry trong một trận đấu. Henry ghi cả sáu bàn thắng trong chiến thắng 6-0. Catalano đề nghị anh đến Monaco mà không cần thử việc. Catalano yêu cầu anh hoàn thành một khóa học tại học viện bóng đá danh tiếng Clairefontaine, và bất chấp sự do dự của giám đốc bóng đá vì kết quả không tốt, anh vẫn hoàn thành khóa học và trở thành cầu thủ trẻ của Monaco dưới sự dẫn dắt của Arsene Wenger. Henry ký hợp đồng chuyên nghiệp và có trận đấu ra mắt ngày 31 tháng 8 năm 1994, trong trận thua 2-0 trước Nice. Cho dù đã nhận ra tố chất săn bàn của Henry, Wenger vẫn để anh chơi bên cánh trái vì ông tin rằng tốc độ và khả năng xử lý bóng của anh sẽ hiệu quả với các hậu vệ cánh hơn là trung vệ.
Sau khởi đầu bấp bênh tại Monaco, Henry được bầu là Cầu thủ trẻ người Pháp xuất sắc nhất năm 1996, và vào mùa giải 1996-97, màn trình diễn của anh đã giúp câu lạc bộ giành chức vô địch Ligue 1. Trong suốt mùa giải 1997-98, anh là nhân tố quan trọng giúp câu lạc bộ lọt vào bán kết UEFA Champions League và lập kỷ lục tại Pháp khi ghi bảy bàn tại giải này. Cuối mùa giải thứ ba, anh lần đầu được triệu tập lên đội tuyển quốc gia, và là một phần trong đội hình vô địch thế giới năm 1998. Anh tiếp tục gây ấn tượng trong màu áo Monaco, và trong năm mùa giải ở đây, cầu thủ chạy cánh người Pháp đã ghi 20 bàn thắng trong 105 lần ra sân.
Henry rời Monaco vào tháng 1 năm 1999 một năm trước người bạn và đồng đội thân thiết David Trezeguet để đến Juventus với mức phí 10.5 triệu bảng Anh. Anh tiếp tục chơi ở cánh, nhưng ở một vị trí không dành cho mình, anh tỏ ra không hiệu quả trước những hàng thủ chơi kỷ luật tại Serie A và chỉ ghi vỏn vẹn 3 bàn thắng trong 16 lần ra sân.

### Arsenal

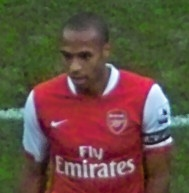
Henry được chọn làm đội trưởng khi Patrick Vieira chuyển sang Juventus vào năm 2005.

Không thi đấu tốt ở Ý, Henry chuyển từ Juventus tới Arsenal vào tháng 8 năm 1999 với giá chuyển nhượng 11 triệu bảng Anh, một lần nữa thi đấu dưới sự chỉ đạo của huấn luyện viên Arsène Wenger. Tại Arsenal, Henry đã trở thành tiền đạo hàng đầu thế giới, và cho dù có nhiều tranh cãi xung quanh vụ chuyển nhượng của anh, Wenger tin rằng mức giá đó là hợp lý. Được mua về để thay thế tiền đạo đồng hương Nicolas Anelka, Henry ngay lập tức được xếp đá tiền đạo, một quyết định đã thay đổi cuộc đời anh sau này. Tuy nhiên, vẫn có nhiều nghi ngờ về khả năng hòa nhập của anh với lối chơi nhanh và thể lực tại Anh sau khi Henry tịt ngòi trong 8 trận đấu đầu tiên. Sau một vài tháng đầu gặp khó khăn, Henry thừa nhận rằng anh "cần phải học lại toàn bộ nghệ thuật tấn công." Những nghi ngờ trên hoàn toàn tan biến khi anh kết thúc mùa giải đầu tiên với 26 bàn thắng trên mọi đấu trường. Arsenal về nhì tại Premier League sau Manchester United và thất bại trong trận chung kết cúp UEFA trước đội bóng Thổ Nhĩ Kỳ Galatasaray.
Trở về sau chiến dịch Euro 2000 thành công với tuyển Pháp, Henry sẵn sàng cho mùa giải mới 2000-01. Cho dù ghi bàn và kiến tạo ít hơn mùa giải đầu tiên, mùa giải này là một bước đột phá với Henry khi anh trở thành chân sút tốt nhất của đội bóng. Với một trong những chân sút xuất sắc nhất giải đấu, Arsenal vẫn về nhì sau đối thủ truyền kiếp Manchester United. Đội bóng cũng vào đến chung kết cúp FA trước khi để thua Liverpool 2-1. Tuy nhiên Henry vẫn không hài lòng khi chưa thể giúp câu lạc bộ giành danh hiệu nào, và thường xuyên thể hiện mong muốn biến câu lạc bộ trở thành một thế lực.
Thành công cuối cùng cũng đến vào mùa giải 2001-02 khi Arsenal bỏ cách Liverpool 7 điểm để giành Premier League, cũng như đánh bại Chelsea 2-0 trong trận chung kết cúp FA. Henry là chân sút số 1 của Premier League và ghi 32 bàn trên mọi đấu trường giúp Arsenal giành cú đúp và cũng là danh hiệu đầu tiên anh có cùng câu lạc bộ. Điều đó khiến mọi người kỳ vọng anh sẽ thể hiện được phong độ xuất sắc đó trong màu áo tuyển Pháp tại World Cup 2002, nhưng nhà đương kim vô địch đã bị loại ngay từ vòng bảng.
Henry trở lại thuyết phục vào mùa giải 2002-03 với 32 bàn thắng và 23 đường kiến tạo tại mọi giải đấu. Anh mang về chiếc cúp FA tiếp theo cho Arsenal (đồng thời được bầu là cầu thủ xuất sắc nhất trận chung kết) nhưng không thể giúp câu lạc bộ giữ lại ngôi vương Premier League. Trong suốt mùa giải, anh cạnh tranh quyết liệt với chân sút của Manchester United Ruud van Nistelrooy cho danh hiệu Chiếc giày vàng, và cuối cùng chân sút người Hà Lan đã chiến thắng với cách biệt chỉ một bàn thắng. Tuy nhiên, Henry vẫn được vinh danh với các danh hiệu Cầu thủ của năm bởi Hiệp hội các cầu thủ chuyên nghiệp (PFA) và Hiệp hội các nhà báo bóng đá (FWA). Vị thế của một trong những chân sút xuất sắc nhất thế giới của anh được thừa nhận khi anh về nhì trong cuộc bầu chọn Cầu thủ xuất sắc nhất năm 2003 của FIFA.
Bước vào mùa giải mới 2003-04, Henry quyết tâm đòi lại ngôi vương Premier League. Henry tiếp tục là một phần không thể thiếu trong mùa giải đặc biệt xuất sắc của Arsenal, cùng với Dennis Bergkamp, Patrick Vieira và Robert Pirès. Arsenal trở thành câu lạc bộ đầu tiên trong hơn một thế kỷ kết thúc mùa giải với thành tích bất bại, đồng thời cán đích với vị trí đầu bảng. Ngoài việc lần thứ hai liên tiếp nhận danh hiệu Cầu thủ của năm của Hiệp hội cầu thủ chuyên nghiệp và Hiệp hội các cây bút bóng đá, Henry tiếp tục về nhì trong cuộc bầu chọn Cầu thủ xuất sắc nhất năm của FIFA. Với 39 bàn thắng trên mọi đấu trường, Henry giành danh hiệu Chiếc giày vàng châu Âu. Tuy nhiên cũng giống như năm 2002, Henry tiếp tục thất bại cùng tuyển Pháp tại Euro 2004.

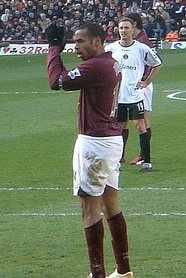
Henry trong trận đấu với Charlton Athletic năm 2006.

Các danh hiệu bắt đầu lẩn tránh Arsenal khi họ thất bại trong việc bảo vệ ngôi vô địch Premier League mùa giải 2004-05 trước Chelsea, cho dù đã vô địch cúp FA (Henry vắng mặt trong trận chung kết vì chấn thương). Henry vẫn chứng tỏ mình là một trong những chân sút nguy hiểm nhất châu Âu khi dẫn đầu danh sách làm bàn tại giải quốc nội, và với 31 bàn thắng trên mọi đấu trường, anh cùng Diego Forlán giành danh hiệu Chiếc giày vàng châu Âu, và cho đến nay vẫn là cầu thủ duy nhất hai lần liên tiếp giành danh hiệu này (Ally McCoist cũng làm được điều tương tự nhưng đều không được công nhận). Sự ra đi bất ngờ của Patrick Vieira ngay trước thềm mùa giải 2005-06 giúp Henry được bầu làm đội trưởng Arsenal, vị trí mà nhiều người nghĩ rằng không thích hợp với anh; băng đội trưởng thường được trao cho hậu vệ hoặc tiền vệ, những người có vị trí thuận lợi hơn để đọc trận đấu. Cùng với vị thế tay săn bàn chủ lực của đội, anh còn phải lãnh trách nhiệm dẫn đắt đội bóng non trẻ.

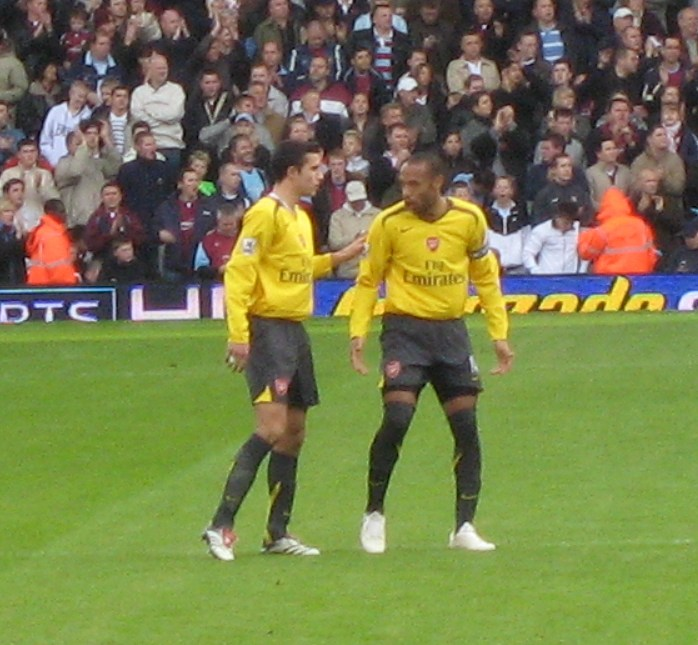
Sau khi Dennis Bergkamp treo giày, Henry đá cặp cùng Robin van Persie trên hàng công của Arsenal

Mùa bóng 2005-06 là một dấu mốc quan trọng trong sự nghiệp của Henry. Ngày 17 tháng 10 năm 2005, Henry trở thành chân sút vĩ đại nhất lịch sử câu lạc bộ; hai bàn thắng vào lưới Sparta Praha tại Champions League giúp anh vượt qua kỷ lục 185 bàn thắng của Ian Wright. Ngày 1 tháng 2 năm 2006, bàn thắng vào lưới West Ham United là lần lập công thứ 151 tại giải quốc nội, giúp anh vượt qua kỷ lục của huyền thoại Cliff Bastin. Anh cũng là cầu thủ duy nhất trong lịch sử câu lạc bộ và Premier League ghi được bàn thắng thứ 100 trên sân Highbury trong khuôn khổ giải vô địch quốc gia. Trong ngày hạ màn Premier League, anh ghi một hat-trick vào lưới Wigan Athletic trong trận đấu cuối cùng tại Highbury. Kết thúc mùa giải Henry là chân sút số một giải Ngoại hạng, được bầu là Cầu thủ của năm bởi FWA lần thứ ba trong sự nghiệp, và có mặt trong đội hình FIFA World XI.
Tuy nhiên Arsenal một lần nữa lỡ hẹn với ngôi vương Premier League, nhưng cơ hội giành một danh hiệu vẫn còn khi họ lọt vào chung kết UEFA Champions League 2006. Các Pháo thủ thất bại 1-2 chung cuộc trước Barcelona, và việc Arsenal 2 mùa giải liên tiếp trắng tay tại Premier League cùng với sự thiếu kinh nghiệm của các cầu thủ trẻ làm dấy lên tin đồn Henry sẽ rời câu lạc bộ. Tuy nhiên anh vẫn khẳng định tình yêu của mình với Arsenal và chấp nhận gia hạn hợp đồng thêm bốn năm nữa, và nói sẽ kết thúc sự nghiệp tại đây. Phó chủ tịch Arsenal David Dein sau đó cũng nói rằng câu lạc bộ đã từ chối hai lời đề nghị trị giá 50 triệu bảng Anh từ Tây Ban Nha trước khi Henry gia hạn hợp đồng. Nếu vụ chuyển nhượng được thực hiện, nó sẽ phá vỡ kỷ lục thế giới của Zinédine Zidane lúc bấy giờ là 47 triệu bảng.
Mùa giải 2006-07 của Henry bị phủ bóng đen chấn thương. Cho dù anh đã ghi 10 bàn trong 17 lần ra sân tại giải quốc nội, Henry phải ngồi ngoài từ tháng Hai. Vắng mặt một vài trận đấu vì chấn thương dây chằng, bàn chân và lưng, Henry trở lại trong trận gặp PSV tại Champions League từ ghế dự bị, nhưng lại gặp vấn đề không lâu sau khi vào sân. Các xét nghiệm vào ngày hôm sau cho biết anh phải mất ít nhất ba tháng để hồi phục chấn thương háng và dạ dày, đồng nghĩa với việc mùa giải đã kết thúc với Henry. Wenger sau đó lấy lý do này để biện minh cho một mùa giải thất bại nữa, và nhắc lại rằng Henry vẫn muốn ở lại Arsenal để chuẩn bị cho mùa giải mới.

### Barcelona

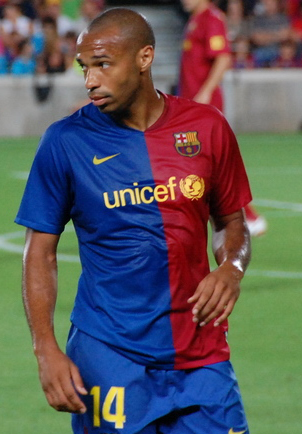
Henry tại Barcelona năm 2008

Ngày 25 tháng 6 năm 2007, Henry bất ngờ chuyển sang Barcelona với bản hợp đồng trị giá 24 triệu euro. Anh ký hợp đồng bốn năm, mỗi năm đút túi 6.8 triệu euro. Bản hợp đồng cũng có điều khoản phá vỡ hợp đồng lên đến 125 triệu euro. Henry viện đến sự ra đi của Dein và sự không chắc chắn về tương lai của Wenger làm lý do cho cuộc chia tay này, và cũng nhắc lại rằng "Tôi luôn nói rằng nếu có ngày nào tôi rời Arsenal thì tôi sẽ chơi cho Barcelona." Bất chấp sự ra đi của người đội trưởng, Arsenal khởi đầu mùa giải mới 2007-08 rất ấn tượng, và Henry khẳng định rằng sự có mặt của anh trong đội hình có khi lại là gánh nặng của đội bóng. Anh nói: "Với tư cách đội trưởng, và thói quen xin bóng của tôi, các đồng đội đôi khi vẫn chuyền bóng kể cả khi tôi không ở vị trí thuận lợi. Vì vậy tôi ra đi có thể tốt cho đội bóng." Henry rời Arsenal với tư cách chân sút vĩ đại nhất lịch sử câu lạc bộ với 174 bàn thắng, và cũng là cầu thủ ghi nhiều bàn thắng nhất tại các cúp châu Âu với 42 bàn. Tháng 7 năm 2008, các cổ động viên Arsenal bầu chọn anh là cầu thủ vĩ đại nhất lịch sử câu lạc bộ trong cuộc bình chọn 50 cầu thủ xuất sắc nhất trên trang web của đội bóng.
Tại Barcelona anh được trao số áo 14 quen thuộc. Anh ghi bàn thắng đầu tiên trong màu áo mới vào ngày 19 tháng 9 năm 2007 trong chiến thắng 3-0 trước Olympique Lyonnais tại Champions League. Mười ngày sau anh có hat-trick đầu tiên cho Barca trong trận đấu với Levante tại La Liga. Nhưng với việc thường xuyên được sử dụng bên cánh trái trong suốt mùa giải, anh đã không thể tái hiện hiệu suất làm bàn ấn tượng tại Arsenal. Anh tỏ ra không thoải mái trong năm đầu tiên tại Barcelona, cùng với đó là những tin đồn anh sẽ quay lại Premier League. Trong cuộc phỏng vấn với Garth Crooks trong chương trình BBC Football Focus, Henry bày tỏ nỗi nhớ cuộc sống và cả giới truyền thông Anh. Tuy nhiên, Henry kết thúc mùa bóng đầu tiên với 19 bàn thắng, nhiều nhất đội bóng và 9 đường kiến tạo, đứng thứ 2 sau Lionel Messi.

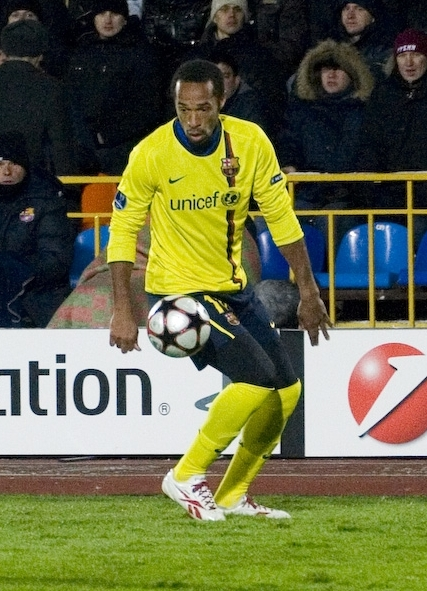
Henry chơi bóng cho Barcelona trong mùa giải 2008-09.

Henry vượt qua thành tích này vào mùa giải 2009-09 thành công rực rỡ, giành danh hiệu đầu tiên với Barcelona ngày 13 tháng 5 năm 2009 khi họ đánh bại Athletic Bilbao trong trận chung kết Cúp Nhà vua. Barcelona giành La Liga và Champions League không lâu sau đó, hoàn thành cú ăn ba cho cầu thủ người Pháp. Anh cùng với Lionel Messi và Samuel Eto'o ghi 100 bàn thắng trên mọi mặt trận. Bộ ba này cũng là bộ ba ghi nhiều bàn nhất lịch sử bóng đá Tây Ban Nha với 72 bàn thắng, vượt qua thành tích 66 bàn của bộ ba Real Madrid Ferenc Puskás, Alfredo Di Stéfano và Luis del Sol vào mùa giải 160-61 (về sau kỷ lục này bị vượt qua bởi một bộ ba Real Madrid khác là Cristiano Ronaldo, Karim Benzema và Gonzalo Higuain với 89 bàn mùa giải 2011-12). Cùng năm đó, Henry giúp Barcelona giành cú ăn sáu lịch sử, gồm cú ăn ba kể trên, siêu Cúp Tây Ban Nha, siêu Cúp châu Âu và giải Vô địch thế giới các câu lạc bộ.
Mùa giải sau đó, sự xuất hiện của Pedro Rodriguez khiến Henry chỉ ra sân 15 lần tại La Liga. Ngày 5 tháng 5 năm 2010, trước khi La Liga hạ màn, và với một năm còn lại trong hợp đồng, chủ tịch câu lạc bộ Joan Laporta nói rằng Henry "có thể ra đi vào mùa hè nếu anh muốn". Sau khi Henry trở lại sau World Cup 2010, Barcelona xác nhận rằng họ đã đồng ý bán Henry cho một câu lạc bộ giấu tên, và anh vẫn đang trong quá trình đàm phán với câu lạc bộ mới.

### New York Red Bulls

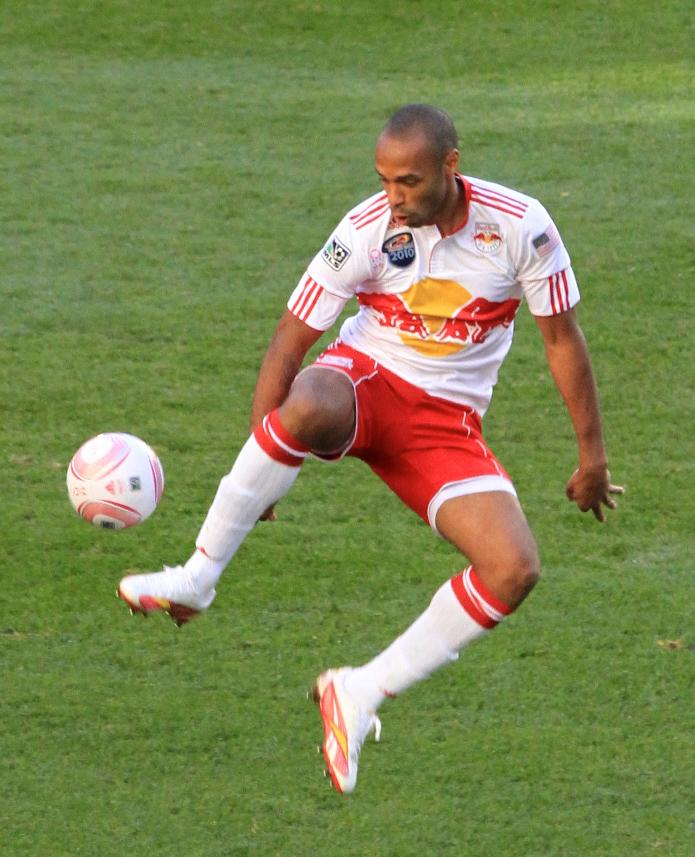
Henry chơi bóng cho New York Red Bulls năm 2011.

Tháng 7 năm 2010, Henry ký hợp đồng với câu lạc bộ tại giải MLS New York Red Bul, nơi anh trở thành cầu thủ thứ hai của đội bóng không bị ràng buộc bới quỹ lương. Anh có trận ra mắt MLS vào ngày 31 tháng 7 trong trận hòa 2-2 trước Houston Dynamo và kiến tạo cả hai bàn thắng của Juan Pablo Ángel. Anh ghi bàn thắng đầu tiên tại MLS vào ngày 28 tháng 8 trong trận thắng 2-0 trước San Jose Earthquakes. Red Bulls cuối cùng cũng đứng đầu bảng xếp hạng miền Đông với một điểm nhiều hơn Columbus Crew  trước khi thất bại 3-2 chung cuộc trước San Jose Earthquakes tại tứ kết Vòng loại cúp MLS. Mùa giải tiếp theo Red Bulls đứng thứ 10 chung cuộc và không được đá Vòng loại cúp MLS.

#### Trở lại Arsenal theo dạng cho mượn
Sau khi tập luyện tại Arsenal trong kỳ nghỉ của MLS, Henry ký một bản hợp đồng cho mượn trong hai tháng từ ngày 6 tháng 1 năm 2012 như một phương án thay thế cho Gervinho và Marouane Chamakh, những cầu thủ không thể thi đấu vì phải dự CAN 2012. Henry ra mắt lần thứ hai tại Arsenal từ băng ghế dự bị trước Leeds United tại vòng ba cúp FA và ghi bàn duy nhất của trận đấu. Trong trận đấu cuối cùng tại Premier League, anh ghi bàn quyết định trong thời gian bù giờ trong chiến thắng 2-1 trước Sunderland.

#### Trở lại New York Red Bulls

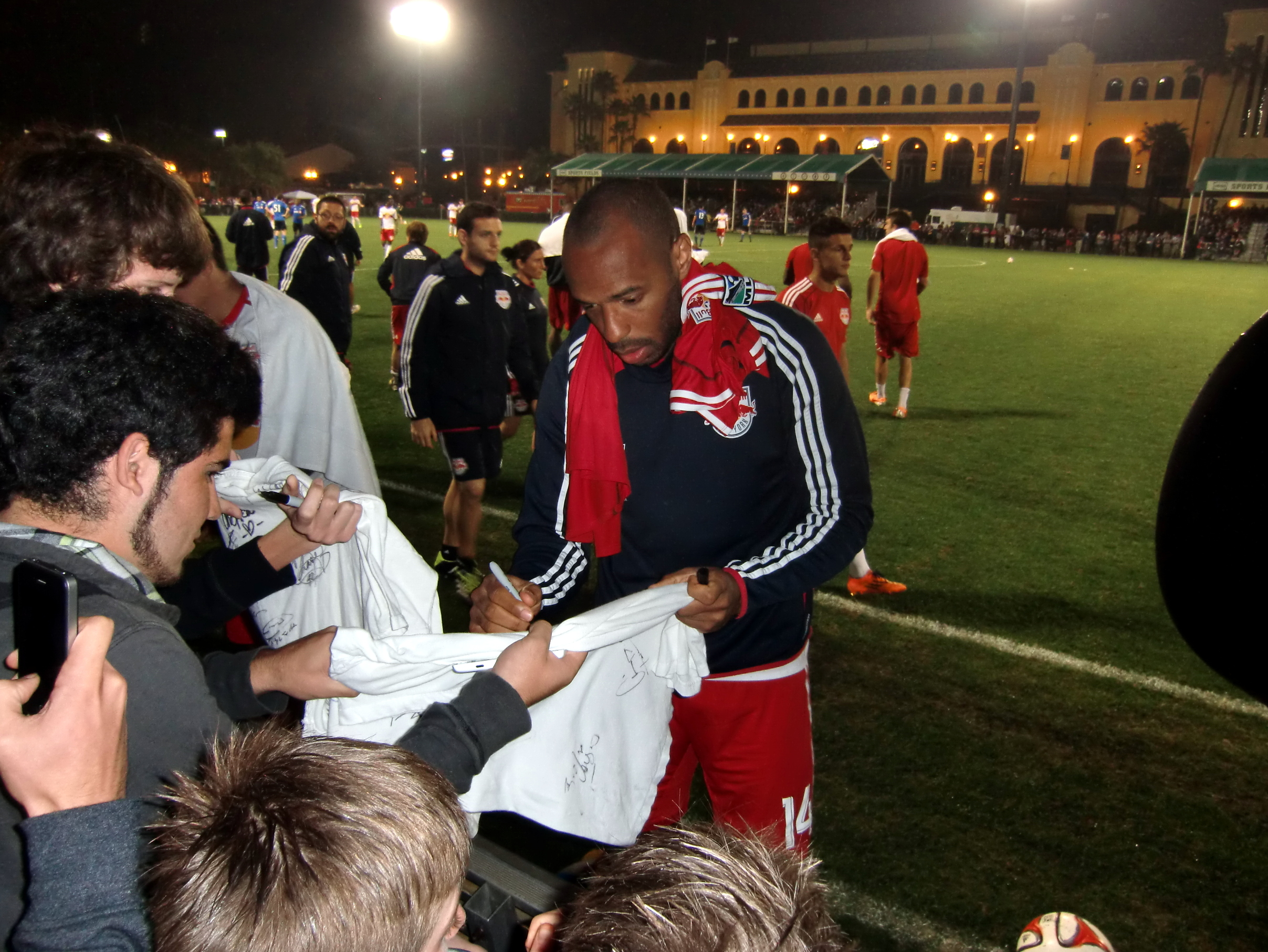
Henry ký tặng người hâm mộ tháng 2 năm 2014.

Ngày 17 tháng 2 năm 2012, Henry trở lại Red Bulls để chuẩn bị cho mùa giải 2012. Mức lương cơ bản 5 triệu đô la Mỹ giúp anh trở thành cầu thủ được trả lương nhiều nhất giải MLS - vượt qua David Beckham sau khi anh này chấp nhận giảm lương trong mùa giải cuối cùng ở LA Galaxy. Năm 2013, lương cơ bản của anh giảm xuống còn 3,75 triệu đô la, đứng sau Robbie Keane với 4 triệu đô la. Tuy nhiên kể cả tiền thường thì Henry vẫn là cầu thủ kiếm nhiều tiền nhất với 4.35 triệu đô trong khi Keane chỉ có 4.33 triệu.
Ngày 31 tháng 3 năm 2012, Henry có hat-trick đầu tiên tại MLS trong chiến thắng 5-2 trước Montreal Impact. Anh cũng là Cầu thủ xuất sắc nhất tháng Ba của MLS. Ngày 27 tháng 10 năm 2013, Henry ghi một bàn và có hai đường kiến tạo trong trận đấu cuối cùng của mùa giải trước Chicago Fire trên sân nhà Red Bull Arena giúp câu lạc bộ thắng 5-2 để giành chức vô địch mùa giải thường niên, danh hiệu đầu tiên trong lịch sử 17 năm của Red Buls.
Ngày 12 tháng 7 năm 2014, Henry có một bàn thắng và ba đường kiến tạo trong chiến thắng 4-1 của Red Bulls trước Columbus Crew, giúp anh trở thành cầu thủ kiến tạo nhiều nhất lịch sử câu lạc bộ với 37 lần, vượt qua Amado Guevara và Tab Ramos.
Ngày 1 tháng 12 năm 2014, Henry rời New York Red Bulls sau 4 năm rưỡi gắn bó. Ngày 16 tháng 12 năm 2014, Henry thông báo quyết định treo giày để chuyển sang làm việc cho Sky Sports.

## Sự nghiệp quốc tế
Henry có một sự nghiệp thành công trong màu áo đội tuyển quốc gia Pháp. Phong độ cao trong màu áo Monaco giúp anh được triệu tập vào đội U-20 Pháp thi đấu tại Giải trẻ thế giới năm 1997 cùng với hai đồng đội tương lai William Gallas và David Trézéguet. Bốn tháng sau huấn luyện viên Aimé Jacquet triệu tập Henry lên đội tuyển quốc gia. Cầu thủ 20 tuổi có trận đấu ra mắt trong chiến thắng 2-1 trước Nam Phi ngày 11 tháng 10 năm 1997. Jacquet ấn tượng với Henry đến mức đưa anh đến World Cup 1998. Cho dù Henry vẫn còn vô danh vào thời điểm đó, anh kết thúc giải đấu với tư cách cầu thủ ghi nhiều bàn thắng nhất đội bóng với 3 bàn. Anh đã có thể được vào sân từ ghế dư bị trong trận chung kết nơi Pháp thắng Brazil 3-0, nhưng thẻ đỏ của Marcel Desailly đòi hỏi một sự thay người cho hàng thủ. Năm 1998, anh nhận huân chương Bắc Đẩu Bội Tinh (cấp Hiệp sĩ), huân chương cao quý nhất của Nhà nước Pháp.
Henry là một thành viên trong đội hình tuyển Pháp tham dự Euro 2000, một lần nữa ghi ba bàn trong giải đấu, trong đó có bàn thắng gỡ hòa trước Bồ Đào Nha trong trận bán kết, và cũng là cầu thủ ghi nhiều bàn thắng nhất đội. Tuyển Pháp sau đó chiến thắng trong hai hiệp phụ sau bàn thắng từ chấm phạt đền của  Zinédine Zidane. Pháp tiếp tục chiến thắng Ý sau 120 phút trong trận chung kết, mang về huy chương vàng thứ hai cho Henry. Trong cả giải đấu, Henry ba lần được chọn là Cầu thủ xuất sắc nhất trận đấu, trong đó có cả trận chung kết trước Ý.
World Cup 2002 là một nỗi xấu hổ cho cả Henry lẫn đội tuyển Pháp khi nhà đương kim vô địch bị loại ngay từ vòng bảng mà không ghi được bàn thắng nào. Pháp để thua Senegal trong trận khai mạc,và trong trận hòa 0-0 sau đó trước Uruguay, Henry phải nhận thẻ đỏ sau một pha chuồi bóng nguy hiểm. Thiếu Henry trong trận đấu cuối cùng, Pháp để thua Đan Mạch 2-0.
Henry lấy lại phong độ trong màu áo tuyển quốc gia tại Cúp Liên đoàn các châu lục 2003. Cho dù thiếu vắng hai cận vệ Zidane và Patrick Vieira, tuyển Pháp vẫn giành cúp, phần lớn nhờ màn trình diễn xuất sắc của Henry, với 3 lần được nhận danh hiệu Cầu thủ xuất sắc nhất trận đấu từ Tổ Kỹ thuật của FIFA. Trong trận chung kết, anh ghi bàn thắng vàng trong hiệp phụ giúp đội chủ nhà nâng cúp trong chiến thắng 1-0 trước Cameroon. Henry giành cả hai danh hiệu Quả bóng vàng cho cầu thủ xuất sắc nhất giải đấu và Chiếc giày vàng cho cầu thủ ghi nhiều bàn thắng nhất từ adidas.

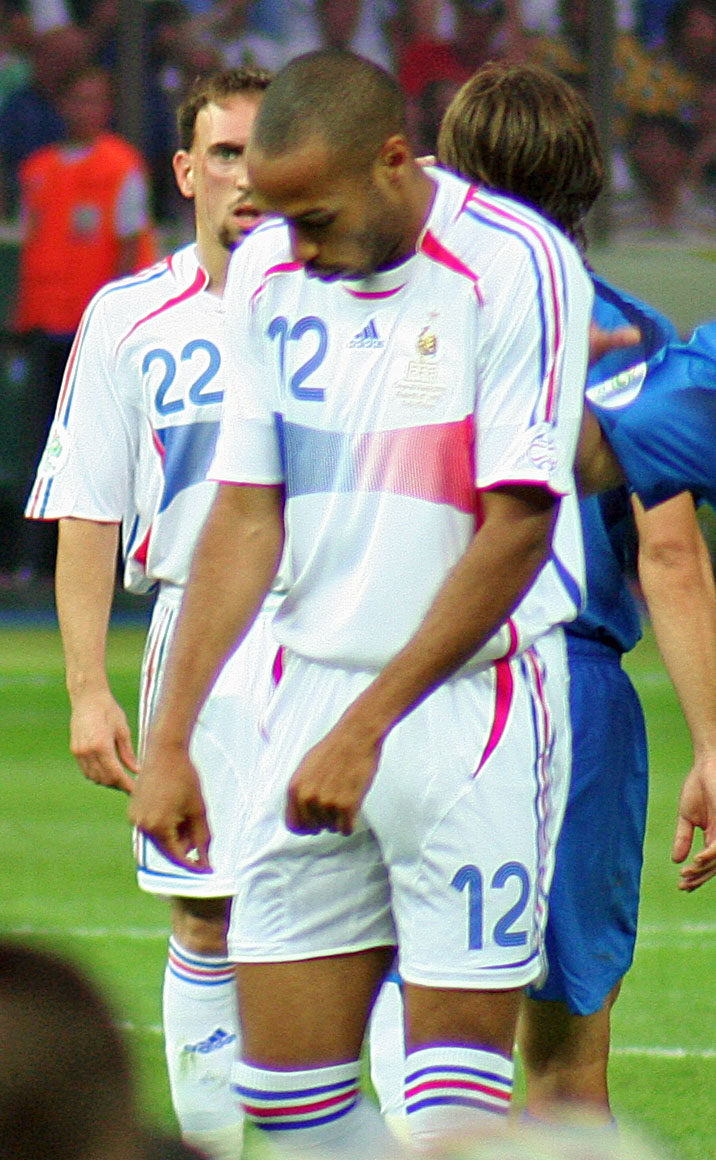
Henry trong trận chung kết FIFA World Cup 2006.

Tại Euro 2004, Henry có mặt trong tất cả các trận đấu của tuyển Pháp và ghi 2 bàn. Pháp thắng Anh tại vòng bảng nhưng thua đội sau đó vô địch là Hy Lạp tại tứ kết. Tại World Cup 2006, Henry nghiễm nhiên có một suất đá chính. Anh là cầu thủ chơi cao nhất trên hàng công, và mặc dù khởi đầu không tốt, anh vẫn là một trong những cầu thủ hàng đầu tại World Cup. Anh ghi 3 bàn, gồm cả bàn thắng từ pha đá phạt của Zidane hạ gục đương kim vô địch Brazil tại tứ kết. Tuy nhiên Pháp vẫn chịu thua Ý trên chấm luân lưu (5-3) trong trận chung kết. Henry không có mặt trong loạt đá luân lưu vì bị thay ra bởi chấn thương trong hai hiệp phụ. Henry được đề cử cho danh hiệu Quả bóng vàng, về sau đã thuộc về đồng đội Zidane, và có mặt trong đội hình tiêu biểu của FIFPro năm 2006.
Ngày 13 tháng 10 năm 2007, Henry bàn thắng thứ 41 trong trận đấu với Quần đảo Faroe, cùng với Michel Platini dẫn đầu danh sách làm bàn của tuyển Pháp. Bốn ngày sau, tại sân vận động Stade de la Beaujoire, anh lập một cú đúp vào lưới Lithuania, qua đó lập kỷ lục ghi bàn cho nước Pháp. Ngày 3 tháng 6 năm 2008, Henry có lần ra sân thứ 100 cho đội tuyển quốc gia trong trận đấu với Colombia, và là cầu thủ người Pháp thứ 6 làm được điều này.
Henry vắng mặt trong trận đấu ra quân của tuyển Pháp trong chiến dịch Euro 2008 ngắn ngủi, khi chung bảng với Ý, Hà Lan, Romania và bị loại ngay từ vòng bảng. Anh ghi bàn duy nhất của tuyển Pháp trong giải đấu này trong trận thua 4-1 trước Hà Lan.
Đội bóng áo lam chật vật trong Vòng loại World Cup 2010 và xếp thứ hai chung cuộc sau Serbia. Trong trận lượt về vòng playoff trước Cộng hòa Ireland trên sân Stade de France ngày 18 tháng 11 năm 2009, Henry là tâm điểm của một pha tranh cãi. Khi tổng tỷ số đang là 1-1 và trận đấu đang trong thời gian thi đấu thêm, Henry hai lần dùng tay chơi bóng trước khi chuyền cho Gallas ghi bàn kết thúc trận đấu. Điều này làm dấy lên một loạt những chỉ trích chống lại cầu thủ người Pháp, trong khi huấn luyện viên trưởng tuyển Pháp Raymond Domenech và huấn luyện viên Arsenal Arsene Wenger đều bảo vệ Henry. Liên đoàn bóng đá Ireland nộp đơn khiếu nại chính thức lên FIFA và yêu cầu một trận đá lại nhưng bị từ chối. Henry nói rằng anh đã cân nhắc quyết định từ giã sự nghiệp quốc tế sau những phản ứng trên, nhưng vẫn cho rằng mình không gian lận. Vài giờ sau khi FIFA bác bỏ khả năng về một trận đá lại, Henry nói rằng "cách giải quyết công bằng nhất là tổ chức lại trận đấu đó". Chủ tịch FIFA Sepp Blatter miêu tả tình huống đó là "một pha chơi xấu trắng trợn" và hành động đó sẽ bị điều tra bởi Hội đồng Kỷ luật. Blatter cũng nói rằng gia đình của Henry cũng bị đe họa sau vụ việc trên. Tháng 1 năm 2010, FIFA tuyên bố không có cơ sở pháp lý nào để xử phạt Henry.
Henry không có mặt trong đội hình xuất phát của Pháp tại World Cup 2010. Pháp hòa trong trận ra quân trước Uruguay, và thua 2-0 trước Mexico sau đó. Đội tuyển rơi vào tình trạng hỗn loạn khi Nicolas Anelka bị đuổi khỏi đội, và đội trưởng Patrice Evra cầm đầu nhóm biểu tình từ chối tập luyện. Trong trận đấu cuối cùng tại vòng bảng trước đội chủ nhà Nam Phi, trận đấu mà Henry vào sân trong hiệp 2, Pháp thua 2-1 và bị loại. Sau đó anh tuyên bố giã từ sự nghiệp quốc tế với 123 lần khoác áo đội tuyển quốc gia với 51 bàn thắng, đứng thứ hai danh sách ghi bàn sau Olivier Giroud và là cầu thủ khoác áo đội tuyển nhiều thứ ba sau Hugo Lloris và Lilian Thuram.

## Sự nghiệp huấn luyện viên

### Đội trẻ Arsenal

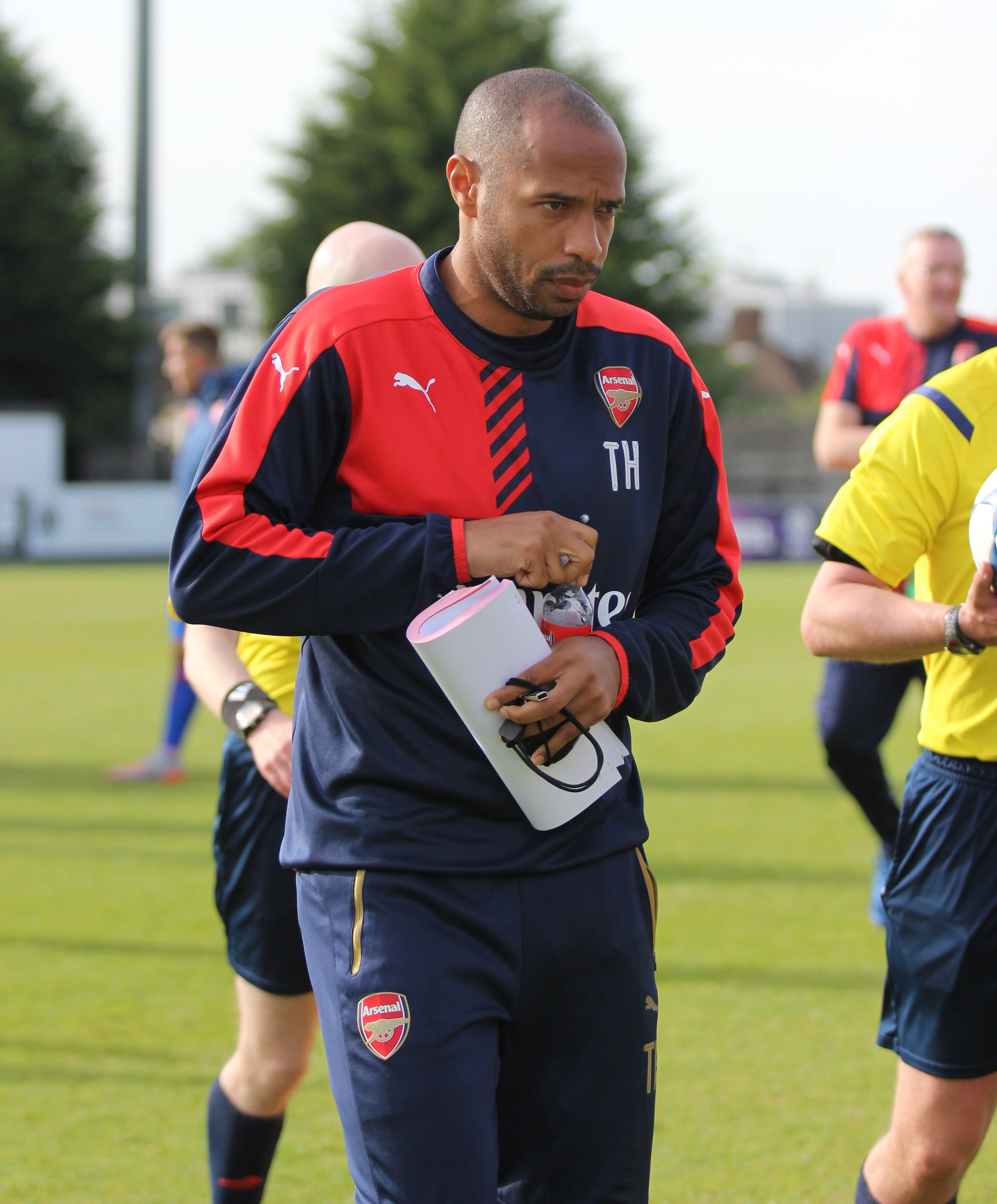
Henry là huấn luyện viên của đội U-19 Arsenal vào tháng 9 năm 2015

Henry bắt đầu huấn luyện các đội trẻ của Arsenal vào tháng 2 năm 2015, song song với công việc ở Sky Sports. Ảnh hưởng của anh đối với đội bóng đã được ca ngợi bởi những cầu thủ như Alex Iwobi, người đã ghi bàn thắng vào lưới Bayern Munich ở UEFA Youth League 2015–16 theo sự chỉ đạo của anh. Sau khi nhận được Giấy phép UEFA A, anh được người đứng đầu Học viện Andries Jonker đề nghị làm huấn luyện viên cho đội U-18, nhưng quyết định này đã bị Wenger bác bỏ.

### Đội tuyển Bỉ
Vào tháng 8 năm 2016, Henry trở thành trợ lý huấn luyện viên thứ hai của đội tuyển bóng đá quốc gia Bỉ, làm việc cùng với huấn luyện viên trưởng Roberto Martínez và trợ lý đồng nghiệp Graeme Jones. Tại FIFA World Cup 2018, Bỉ đã lọt vào bán kết, nhưng thua đội tuyển Pháp với tỷ số 1–0. Henry nhận huy chương đồng sau khi Bỉ đánh bại những chú sư tử Anh với tỷ số 2–0 trong trận tranh hạng ba để có thành tích tốt nhất tại World Cup từ trước đến nay của họ.
Henry được cho là đã được Bordeaux đề nghị làm huấn luyện viên trưởng vào tháng 8 năm 2018. Tuy nhiên, lời đề nghị đã không được Henry chấp nhận sau những bất đồng với ban lãnh đạo câu lạc bộ. Vài ngày sau khi từ chối công việc ở Bordeaux, sau khi Jones rời đội tuyển quốc gia Bỉ, Henry được thăng chức trở thành trợ lý huấn luyện viên đội tuyển Bỉ. Tuy nhiên, nhiệm kỳ của anh trong vai trò này rất ngắn ngủi, sau khi anh nhận vai trò huấn luyện viên trưởng tại câu lạc bộ cũ Monaco vào tháng 10.

### Monaco
Vào ngày 11 tháng 10 năm 2018, Monaco đã sa thải huấn luyện viên Leonardo Jardim. Jardim đã không thể giữ được vị trí của mình sau thành tích bết bát tại giải quốc nội, với vị trí thứ 18 của câu lạc bộ vào thời điểm ông rời đi, và những tranh chấp về chính sách chuyển nhượng của câu lạc bộ. Việc tìm kiếm một huấn luyện viên mới của Monaco trùng vào thời điểm tạm nghỉ thi đấu quốc tế giữa mùa giải, cho phép câu lạc bộ có đủ thời gian để tìm kiếm người thay thế, tuy nhiên, họ nhanh chóng quyết định chọn Henry và anh được bổ nhiệm chỉ hai ngày sau đó. Anh ký hợp đồng có thời hạn ba năm làm huấn luyện viên của Monaco vào ngày 18 tháng 10. Trong cuộc họp báo đầu tiên của mình, anh nói với các phóng viên: "Câu lạc bộ này sẽ luôn có một vị trí lớn trong trái tim tôi, vì vậy để có thể đến đây và bắt đầu lại, đó là một giấc mơ thành hiện thực. Còn rất nhiều việc phải làm, như bạn có thể tưởng tượng - nhưng tôi rất vui khi có mặt tại đây".
Việc Henry đến Monaco nhận về phản ứng trái chiều từ một số phương tiện truyền thông, do trình độ vẫn còn thiếu kinh nghiệm của anh với vai trò huấn luyện viên và nhiệm vụ cải thiện thành tích của Monaco. Mặc dù sở hữu một đội hình không thực sự chất lượng, Henry bày tỏ mong muốn tái hiện thứ bóng đá mà anh đã từng chơi dưới thời Pep Guardiola tại Barcelona, cũng như thấm nhuần "tính chuyên nghiệp" mà Arsène Wenger đã dạy cho anh. Henry cũng áp dụng cách tiếp cận mới trong các buổi tập luyện, thường xuyên tham gia vào việc đưa ra các kế hoạch và hướng dẫn thực hiện các bài tập. Trận đấu đầu tiên của anh là thất bại 2-1 trên sân khách trước Strasbourg vào ngày 20 tháng 10. Anh đã không thể giành được chiến thắng trong hơn một tháng, bao gồm hai trận thua trước Club Brugge và Paris Saint-Germain, trước khi đánh bại Caen với tỷ số 1–0 vào ngày 25 tháng 11. Anh giành được hai chiến thắng vào tháng 12, đánh bại Amiens ở giải VĐQG và Lorient ở Coupe de la Ligue, tuy nhiên, điều này xảy ra trong bối cảnh có thêm ba trận thua tại Ligue 1 để khép lại năm 2018 trong khu vực có nguy cơ xuống hạng.
Vào tháng 1 năm 2019, Henry bước vào kỳ chuyển nhượng mùa đông, nơi anh ký hợp đồng với hậu vệ trái Fodé Ballo-Touré và đồng đội cũ của Arsenal, Cesc Fàbregas từ Chelsea. Anh cũng chấp nhận việc ký hợp đồng cho mượn tiền vệ phòng ngự người Pháp William Vainqueur vào ngày 12 tháng 1, và hậu vệ giàu kinh nghiệm Naldo. Tuy nhiên, những bản hợp đồng này sẽ không thể xoay chuyển số phận của câu lạc bộ, và vào ngày 24 tháng 1, Henry đã bị sa thải tại Monaco. Câu lạc bộ đang đứng thứ 19 vào thời điểm anh ra đi, với thành tích 4 thắng, 5 hòa và 11 thất bại, sau 20 trận đã dẫn dắt.

### Montreal Impact
Vào ngày 14 tháng 11 năm 2019, Henry đã ký hợp đồng với Montreal Impact, đội bóng của Major League Soccer, trong hai năm cho đến cuối mùa giải 2021, với điều hạn gia hạn thêm một năm cho đến mùa giải 2022.
Sau khi dẫn dắt Montreal đến vòng playoff đầu tiên của họ sau bốn mùa giải, vào ngày 25 tháng 2 năm 2021, trước mùa giải 2021, Henry từ chức huấn luyện viên trưởng để gần gũi hơn với các con của mình ở London. Anh đã không thể nhìn thấy họ trong mùa giải 2020 do những hạn chế đi lại trong đại dịch COVID-19 và với các hạn chế tiếp tục ở mùa giải 2021, anh quyết định chấm dứt sự chia ly.

### Trở lại đội tuyển Bỉ
Vào tháng 5 năm 2021, Henry trở lại ban huấn luyện của đội tuyển Bỉ trước UEFA Euro 2020.

## Phong cách chơi bóng

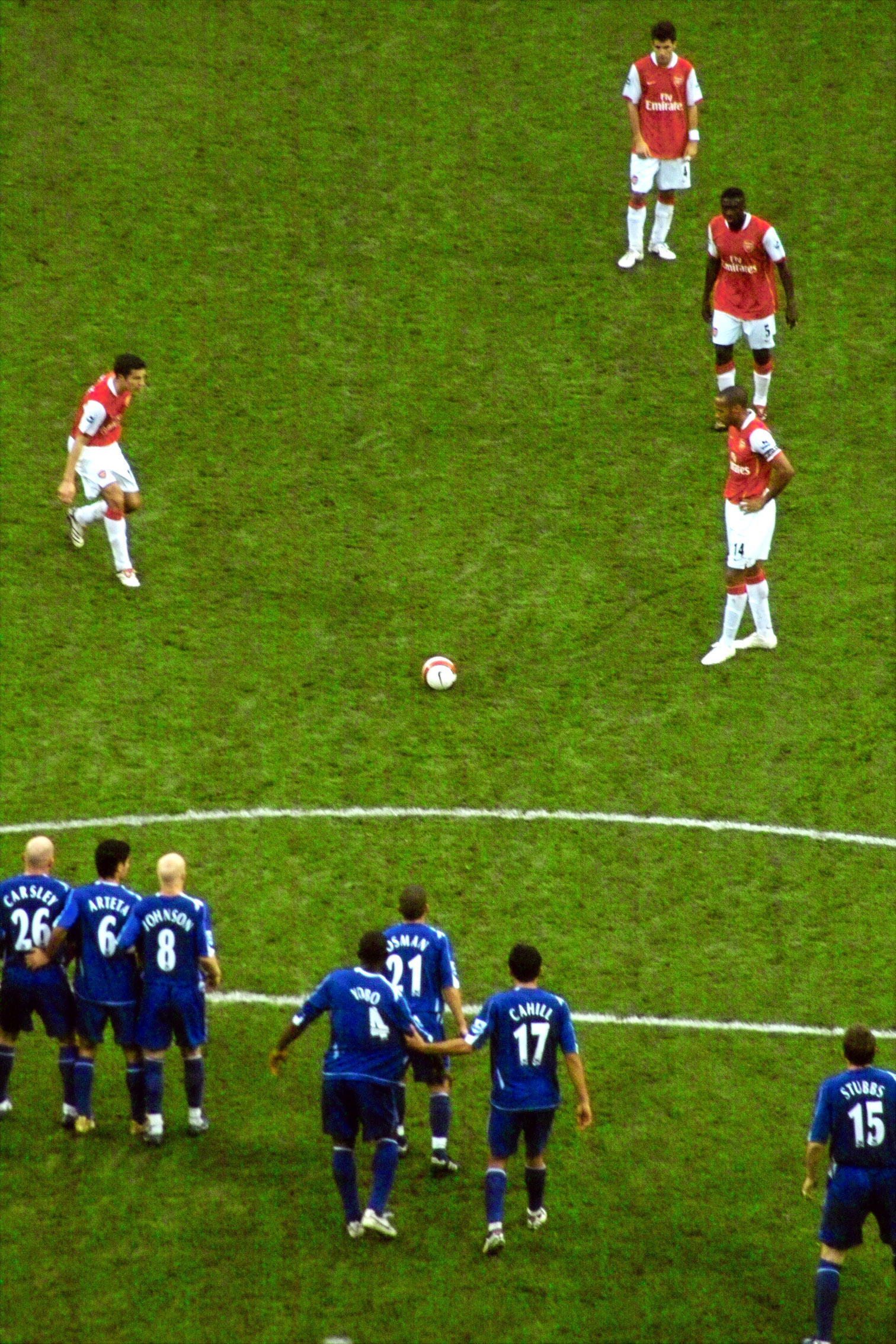
Henry là sự lựa chọn sút phạt hàng đầu của Arsenal

Cho dù là một tiền đạo khi thi đấu cho các đội trẻ, Henry được sử dụng như một cầu thủ chạy cánh tại Monaco và Juventus. Khi gia nhập Arsenal vào năm 1999, Wenger ngay lập tức thay đổi điều này, đưa Henry trở lại vị trí thi đấu ưa thích, thường là đá cặp với cựu binh người Hà Lan Dennis Bergkamp. Trong suốt mùa giải 2004-05, Wenger cho Arsenal thi đấu với đội hình 4-5-1. Điều này buộc Henry phải thay đổi để thích nghi, và anh chơi rất nhiều trận như là một tiền đạo cắm. Nhưng Henry vẫn là mối đe dọa lớn nhất của Arsenal và nhiều lần ghi những bàn thắng đẹp mắt. Wenger nói về người học trò: "Thierry Henry có thể nhận bóng từ giữa sân và ghi một bàn thắng không ai khác có thể thực hiện nổi".
Một trong những lý do cho khả năng ghi bàn ấn tượng của Henry là sự bình tĩnh trong những tình huống một đối một với thủ môn đối phương. Theo lời của bố anh Antoine, Henry có được sự chính xác đó là nhờ theo dõi thần tượng Marco van Basten thi đấu. Anh cũng chịu ảnh hưởng bởi Romario, Ronaldo và ngôi sao châu Phi George Weah, các tiền đạo thế hệ mới trong thập niên 90, những người có thể hoạt động bên ngoài vòng cấm trước khi dẫn bóng về phía khung thành. Khi còn sung sức, tốc độ, kỹ năng dẫn bóng và sự bình tĩnh giúp anh thường xuyên vượt qua hậu vệ đối phương để ghi bàn. Năm 2004, cựu tiền đạo Arsenal Alan Smith nhận xét về Henry: "Tôi phải nói rằng tôi chưa từng thấy cầu thủ nào như anh ấy. Một vận động viên với kỹ năng tuyệt vời và khao khát trở thành người giỏi nhất."
Khi chơi tiền đạo, Henry thường được biết đến với lối di chuyển dạt trái, điều đó giúp anh đóng góp nhiều đường kiến tạo cho đồng đội: từ mùa giải 2002-2003 đến mùa giải 2004-05, Henry kiến tạo gần 50 bàn thắng, và nó cũng góp phần tạo nên lối chơi đồng đội và sáng tạo của anh. Henry cũng thường xuyên có những tình huống phá bẫy việt vị thông minh, cho dù anh chưa bao giờ giỏi không chiến. Nhờ vào sự linh hoạt khi chơi được cả tiền đạo lẫn cầu thủ chạy cánh, Henry không phải là mẫu tiền đạo chớp thời cơ điển hình, nhưng anh vẫn được công nhận là một trong những tiền đạo nguy hiểm nhất châu Âu. Trong những tình huống cố định, Henry là lựa chọn sút phạt và sút phạt đền đầu tiên tại Arsenal, và thường xuyên ghi bàn từ những tình huống này.

## Danh hiệu

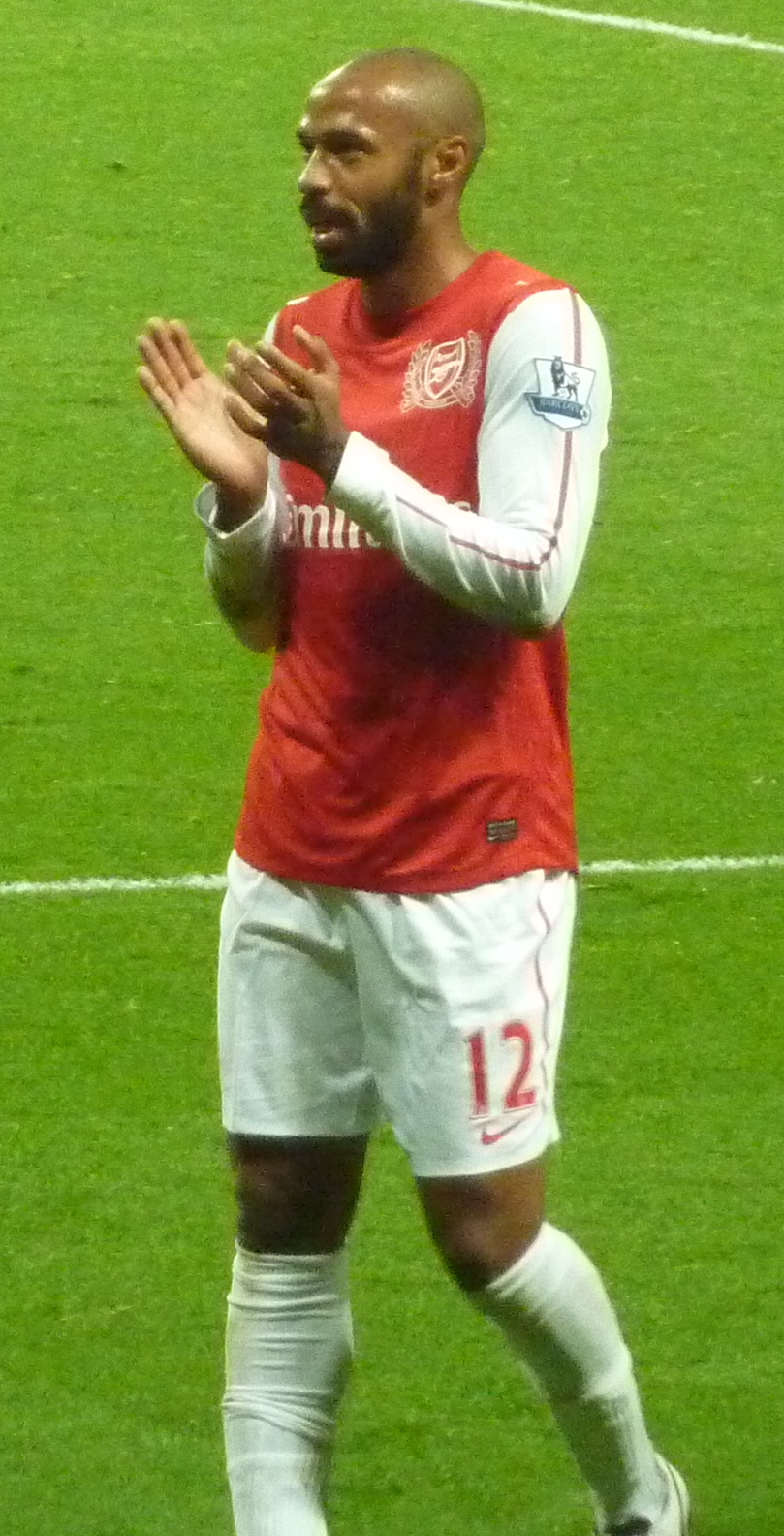
Henry có 2 lần vô địch Premier League cùng Arsenal.

### Câu lạc bộ
Monaco
- Ligue 1: 1996–97

Arsenal
- Premier League: 2001–02, 2003–04[130]
- FA Cup: 2001–02, 2002–03
- FA Community Shield: 2002, 2004
- UEFA Cup: á quân 1999–2000
- UEFA Champions League: á quân 2005–06[131]

Barcelona
- La Liga: 2008–09, 2009–10
- Copa del Rey: 2008–09
- Supercopa de España: 2009
- UEFA Champions League: 2008–09
- UEFA Super Cup: 2009
- FIFA Club World Cup: 2009

New York Red Bulls
- Supporters' Shield: 2013

### Quốc tế
- FIFA World Cup: 1998; á quân: 2006
- UEFA European Championship: 2000
- FIFA Confederations Cup: 2003

### Cá nhân
- Ballon d'Or: á quân 2003;[132] hạng ba: 2006[133]
- Cầu thủ xuất sắc nhất năm của FIFA: – Giải bạc: 2003, 2004[134]
- FIFA FIFPro World XI: 2006
- FIFA 100: 2004[135]
- Đội hình của năm theo UEFA: 2001, 2002, 2003, 2004, 2006
- MLS Best XI: 2011, 2012, 2014
- MLS All-Star: 2011, 2012, 2013, 2014
- Onze d'Or: 2003, 2006
- Chiếc giày vàng châu Âu: 2003–04, 2004–05
- Cầu thủ Pháp của năm: 2000, 2003, 2004, 2005, 2006
- FIFA FIFPro World XI: 2006

### Huân chương
- Bắc Đẩu Bội tinh: 1998[136]

## Thống kê sự nghiệp

### Câu lạc bộ
| Câu lạc bộ            | Hạng đấu              | Mùa giải              | Giải đấu | Giải đấu | Cup  | Cup | Châu lục | Châu lục | Tổng cộng | Tổng cộng |
| Câu lạc bộ            | Hạng đấu              | Mùa giải              | Trận     | Bàn      | Trận | Bàn | Trận     | Bàn      | Trận      | Bàn       |
| --------------------- | --------------------- | --------------------- | -------- | -------- | ---- | --- | -------- | -------- | --------- | --------- |
| Monaco                | Ligue 1               | 1994–95               | 8        | 3        | 0    | 0   | 0        | 0        | 8         | 3         |
| Monaco                | Ligue 1               | 1995–96               | 18       | 3        | 3    | 0   | 1        | 0        | 22        | 3         |
| Monaco                | Ligue 1               | 1996–97               | 36       | 9        | 3    | 0   | 9        | 1        | 48        | 10        |
| Monaco                | Ligue 1               | 1997–98               | 30       | 4        | 5    | 0   | 9        | 7        | 44        | 11        |
| Monaco                | Ligue 1               | 1998–99               | 13       | 1        | 1    | 0   | 5        | 0        | 19        | 1         |
| Monaco                | Tổng cộng             | Tổng cộng             | 105      | 20       | 12   | 0   | 24       | 8        | 141       | 28        |
| Juventus              | Serie A               | 1998–99               | 16       | 3        | 3    | 0   | 0        | 0        | 19        | 3         |
| Arsenal               | Premier League        | 1999–2000             | 31       | 17       | 5    | 1   | 12       | 8        | 48        | 26        |
| Arsenal               | Premier League        | 2000–01               | 35       | 17       | 4    | 1   | 14       | 4        | 53        | 22        |
| Arsenal               | Premier League        | 2001–02               | 33       | 24       | 5    | 1   | 11       | 7        | 49        | 32        |
| Arsenal               | Premier League        | 2002–03               | 37       | 24       | 6    | 1   | 12       | 7        | 55        | 32        |
| Arsenal               | Premier League        | 2003–04               | 37       | 30       | 4    | 4   | 10       | 5        | 51        | 39        |
| Arsenal               | Premier League        | 2004–05               | 32       | 25       | 2    | 0   | 8        | 5        | 42        | 30        |
| Arsenal               | Premier League        | 2005–06               | 32       | 27       | 2    | 1   | 11       | 5        | 45        | 33        |
| Arsenal               | Premier League        | 2006–07               | 17       | 10       | 3    | 1   | 7        | 1        | 27        | 12        |
| Arsenal               | Tổng cộng             | Tổng cộng             | 254      | 174      | 31   | 10  | 85       | 42       | 370       | 226       |
| Barcelona             | La Liga               | 2007–08               | 30       | 12       | 7    | 4   | 10       | 3        | 47        | 19        |
| Barcelona             | La Liga               | 2008–09               | 29       | 19       | 1    | 1   | 12       | 6        | 42        | 26        |
| Barcelona             | La Liga               | 2009–10               | 21       | 4        | 3    | 0   | 8        | 0        | 32        | 4         |
| Barcelona             | Tổng cộng             | Tổng cộng             | 80       | 35       | 11   | 5   | 30       | 9        | 121       | 49        |
| New York Red Bulls    | Major League Soccer   | 2010                  | 11       | 2        | 1    | 0   | 0        | 0        | 12        | 2         |
| New York Red Bulls    | Major League Soccer   | 2011                  | 26       | 14       | 3    | 1   | 0        | 0        | 29        | 15        |
| New York Red Bulls    | Major League Soccer   | 2012                  | 25       | 15       | 2    | 0   | 0        | 0        | 27        | 15        |
| New York Red Bulls    | Major League Soccer   | 2013                  | 30       | 10       | 2    | 0   | 0        | 0        | 32        | 10        |
| New York Red Bulls    | Major League Soccer   | 2014                  | 30       | 10       | 5    | 0   | —        | —        | 35        | 10        |
| New York Red Bulls    | Tổng cộng             | Tổng cộng             | 122      | 51       | 13   | 1   | 0        | 0        | 135       | 52        |
| Arsenal (mượn)        | Premier League        | 2012                  | 4        | 1        | 2    | 1   | 1        | 0        | 7         | 2         |
| Tổng cộng tại Arsenal | Tổng cộng tại Arsenal | Tổng cộng tại Arsenal | 258      | 175      | 33   | 11  | 86       | 42       | 377       | 228       |
| Tổng cộng sự nghiệp   | Tổng cộng sự nghiệp   | Tổng cộng sự nghiệp   | 581      | 284      | 72   | 17  | 139      | 59       | 792       | 360       |

1. ↑  Bao gồm French Cup, French League Cup, Coppa Italia, FA Cup, League Cup, FA Community Shield, Supercopa de España, U.S. Open Cup và MLS Cup Playoffs
2. ↑  Bao gồm UEFA Champions League, UEFA Super Cup và CONCACAF Champions League

### Đội tuyển quốc gia
| Đội tuyển quốc gia | Năm       | Trận  | Bàn |
| ------------------ | --------- | ----- | --- |
| Pháp               | 1997      | 1     | 0   |
| Pháp               | 1998      | 10    | 3   |
| Pháp               | 1999      | 0     | 0   |
| Pháp               | 2000      | 14[A] | 5   |
| Pháp               | 2001      | 7     | 3   |
| Pháp               | 2002      | 10    | 3   |
| Pháp               | 2003      | 14    | 11  |
| Pháp               | 2004      | 13    | 3   |
| Pháp               | 2005      | 6     | 3   |
| Pháp               | 2006      | 16    | 8   |
| Pháp               | 2007      | 6     | 5   |
| Pháp               | 2008      | 11    | 4   |
| Pháp               | 2009      | 9     | 3   |
| Pháp               | 2010      | 6     | 0   |
| Tổng cộng          | Tổng cộng | 123   | 51  |

A  Bao gồm một lần ra sân trong trận đấu với FIFA XI vào ngày 16 tháng 8 năm 2000, FIFA và Liên đoàn bóng đá Pháp tính đó là trận giao hữu chính thức.

### Huấn luyện
Tính đến ngày 25 tháng 2 năm 2021
| Monaco          | 13 tháng 10 năm 2018 | 24 tháng 1 năm 2019 | 20 | 4  | 5 | 11 | 020,00 |  |
| Montreal Impact | 14 tháng 11 năm 2019 | 25 tháng 2 năm 2021 | 29 | 9  | 4 | 16 | 031,03 |  |
| Tổng cộng       | Tổng cộng            | Tổng cộng           | 49 | 13 | 9 | 27 | 026,53 |  |

## Cuộc sống ngoài sân cỏ

### Đời sống cá nhân

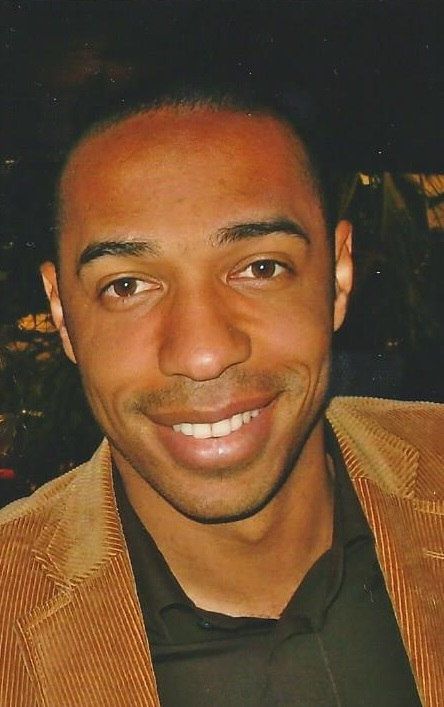
Henry năm 2007

Henry kết hôn với người mẫu Anh Nicole Merry, tên thật là Claire, vào ngày 5 tháng 7 năm 2003. Buổi lễ được tổ chức tại lâu đài Highclere, và ngày 27 tháng 5 năm 2005 cặp đôi chào mừng đứa đầu lòng Téa. Henry dành tặng bàn thắng đầu tiên anh ghi được cho Téa bằng cách xếp chữ "T" bằng ngón tay và hôn lên đó trong trận đấu với Newcastle United. Khi còn ở Arsenal, Henry cũng có một căn hộ tại Hampstead, Bắc Luân Đôn. Tuy nhiên, một thời gian ngắn sau khi chuyển sang Barcelona, cặp đôi tuyên bố đường ai nấy đi. Quyết định chính thức được đưa ra vào tháng 9 năm 2007. Cuộc hôn nhân chính thức khép lại vào tháng 12 năm 2008 khi Henry chia cho Merry 10 triệu bảng Anh. Henry hiện nay đang có quan hệ tình cảm với người mẫu Bosnia Andrea Rajačić.
Là một người hâm mộ Hiệp hội bóng rổ quốc gia (NBA), Henry thường xuyên đến xem các trận đấu bóng rổ với Tony Parker mỗi khi không phải thi đấu. Henry có trả lời trong một cuộc phỏng vấn rằng anh ngưỡng mộ bóng rổ, vì nó tương đồng với bóng đá ở tốc độ và sự cuồng nhiệt. Thường xuyên đến xem các trận chung kết NBA, Henry đã đến chứng kiến Parker và San Antonio Spurs thi đấu tại trận chung kết năm 2007; và năm 2001, anh cũng đến Philadelphia để giúp truyền hình Pháp tường thuật trận chung kết, cũng như xem Allen Iverson, vận động viên ưa thích của anh thi đấu.

### Các hoạt động xã hội
UNICEF
Henry là một thành viên trong đội hình UNICEF-FIFA, nơi anh cùng với các cầu thủ bóng đá chuyên nghiệp khác xuất hiện trên truyền hình và được theo dõi bởi hàng trăm triệu người hâm mộ trên thế giới trong hai kỳ World Cup 2002 và 2006. Trong chương trình này, các cầu thủ giới thiệu bóng đá như là một môn thể thao trẻ em cần được chơi.
Chiến dịch Stand Up Speak Up
Đã từng là một nạn nhân của nạn phân biệt chủng tộc trong quá khứ, Henry là một phát ngôn viên năng nổ chống lại nạn phân biệt chủng tộc trong bóng đá. Vụ việc lớn nhất về phân biệt chủng tộc có liên quan đến Henry xảy ra năm 2004, trong trại tập luyện của đội tuyển Tây Ban Nha khi huấn luyện viên Luis Aragonés bị bắt gặp có những lời lẽ không hay về Henry với người đồng đội José Antonio Reyes tại Arsenal. Vụ việc đã làm dậy sóng báo chí Anh, và đã có người kêu gọi sa thải Aragonés. Cũng vì vụ tại nạn này mà Henry và Nike bắt đầu chiến dịch Stand Up Speak Up chống lại nạn phân biệt chủng tộc trong bóng đá. Nhờ đó, năm 2007, tạp chí Time vinh danh anh là một trong những "Anh hùng và Người tiên phong" trong danh sách Time 100.
Các hoạt động khác
Cùng với 45 cầu thủ khác, Henry xuất hiện trong ca khúc "Live for Love United" của FIFA năm 2002. Ca khúc được ra mắt cùng lúc với World Cup 2002, và lợi nhuận được dùng để nghiên cứu căn bệnh AIDS. Henry cũng ủng hộ các hoạt động giúp đỡ bệnh nhân bị bệnh di truyền về phổi và hệ tiêu hóa.

### Quan hệ thương mại
Năm 2006, Henry là cầu thủ có giá trị thương mại đứng thứ 9 thế giới, cũng là cầu thủ giàu thứ 8 tại Premier League với 21 triệu bảng Anh.
Renault
Henry xuất hiện trong quảng cáo của dòng xe Renault Clio trong đó anh truyền bá cụm từ va-va-voom có nghĩa là "sự sống" hay "khát vọng". Sự hứng thú của anh với quảng cáo bắt nguồn từ người bạn gái và người vợ (sau này đã ly dị) Claire Merry. "Va-va-voom" sau này cũng được thêm vào từ điển Concise Oxford English.
Nike
Năm 2004 Henry ký hợp đồng với hãng sản xuất đồ thể thao Nike. Trong một quảng cáo, Henry đọ sức với các ngôi sao bóng đá khác như Claude Makélélé, Edgar Davids và Freddie Ljungberg tại một vài nơi như phòng ngủ hay phòng khách. Đoạn quảng cáo này được lấy cảm hứng một phần từ chính Henry khi anh tiết lộ rằng mình luôn có một quả bóng bên cạnh, kể cả khi ở nhà. Henry cũng xuất hiện trong chiến dịch quảng cáo "Secret Tournament" của Nike cùng với 24 ngôi sao bóng đá bao gồm Ljungberg, Ronaldinho và Francesco Totti. Trong thời gian diễn ra World Cup 2006, Henry cũng góp mặt trong chiến dịch "Joga Bonito", tiếng Bồ Đào Nha có nghĩa là "trận đấu tuyệt đẹp".
Reebok
Hợp đồng của Henry với Nike kết thúc sau World Cup 2006, khi anh ký hợp đồng với Reebok để xuất hiện trong chiến dịch "Tôi là Tôi" của họ. Henry còn xuất hiện trong một tập của series giải trí "Framed" của Reebok nơi họ kể lại chi tiết quá trình sản xuất một đoạn quảng cáo về Henry, được đạo diễn bởi diễn viên người Tây Ban Nha Paz Vega.
Puma
Năm 2011 Henry chuyển sang dùng giày của Puma kể từ trận đấu của đội các ngôi sao MLS trước Manchester United, trước khi công bố mối quan hệ lâu dài với Puma như là hãng tài trợ đồ dùng thi đấu cũng như thời trang cho anh. Trận đấu chính thức đầu tiên với Puma là trận đấu với câu lạc bộ cũ Arsenal tại cúp Emirates.
Gillette
Tháng 2 năm 2007, Henry được chọn là một trong ba đại sứ trong "Champions Program" của Gillette, nhằm mô tả ba trong số "những vận động viên nổi tiếng, thành công và được tôn trọng nhất ngày nay", cùng với Roger Federer và Tiger Woods trong một series quảng cáo trên truyền hình. Tại Bắc Mỹ, Henry được thay thế bởi Derek Jeter nhằm tạo sức hút hơn. Sau sự cố dùng tay chơi bóng của Henry trong trận playoff giữa Pháp và Ireland, Gillette đã vấp phải sự phản đối và bị buộc tội đã thay đổi poster chương trình Champions tại Pháp, nhưng sau đó họ đã lên tiếng ủng hộ Henry.
Pepsi
Henry là một phần trong chiến dịch "Dare For More" của Pepsi năm 2005, cùng với David Beckham và Ronaldinho.